# Mohammad Reza Honarmand
Mohammad Reza Honarmand (en persan : محمدرضا هنرمند), né en 1955 à Téhéran, est un réalisateur iranien.

## Carrière au cinéma
Il a réalisé des films de tout genre au cinéma. Dans Dozd-e Arousak-ha (voleur des poupées) , Mohammad Reza Honarmand a expérimenté un sujet attirant pour enfants.
En 1994, il réalise un film de guerre intitulé  Didar (La visite). Mehran Modiri (le plus connu des réalisateurs de comédie en Iran) joue son premier rôle dans ce film. Depuis Honarmand  s'est dirigé vers la comédie. Mard-e Avazi (faux individu) et  la Momie III sont les deux comédies de Honarmand. 

Mard-e Avazi (avec Parviz Parastui) devient, dans son temps, un film à succès auprès du public iranien.

## Carrière à la télévision
Mohammad Reza Honarmand s'engage aussi à la télévision. Sa série télévisée Cactus du genre comédie politique  est chaudement acclamée par les critiques du cinéma iranien.
Zir-e Tigh est la série télévisée la plus récente de Mohammad Reza Honarmand  et son chef-d'œuvre après sa réussite au festival de la télévision de Rome où Honarmand a remporté le prix du meilleur réalisateur pour son film.

## Filmographie comme réalisateur

### Cinéma
- 1982: Marg-e Digari (Français: Une autre mort)
- 1984: Gourkan (La Mouffette)
- 1985: Zang-ha (Les Sonnettes)
- 1987: Radd-e Pa-yi Bar Shen (La trace de pied sur le sable)
- 1989: Dozd-e Arousak-ha (Voleur des poupées)
- 1994: Didar (La Visite)
- 1999: Mard-e Avazi (Faux individu)
- 2000: moomiyaee 3 (Momie III)
- 2001: Chérie, je ne suis pas dans mon assiette (Azizam Man Kook Nistam)

### Séries télévisées
- Cactus 1, 2 et 3
- 2007: Zir-e Tigh (Sous le Pilori)
- 2009: Ashpazbashi (Le cuisinier)